# David Gobel
David Gobel (ur. 1952 w Baltimore) – amerykański przedsiębiorca, wynalazca, futurolog i transhumanista.

## Kariera
W 2000 wraz z Aubrey de Grey ufundował organizację non-profit, następnie przekształconą w Methuselah Foundation, którą zarządza (CEO). Fundacja ma na celu odwrócenie lub zniweczenie efektów starzenia się. Gobel założył pierwotną organizację charytatywną, i był pierwszym fundatorem Methuselah Mouse Prize. Obecnie osiem zespołów na świecie stara się o zdobycie tej nagrody.
David Gobel i Aubrey de Grey ustanowili programy badawcze zorientowane na zaawansowaną biologię bioremediacji u ludzi w laboratoriach bioremediacji na Rice University i Arizona State University. To pierwsze na świecie zastosowanie technik bioremediacji środowiskowej ukierunkowanych na odwrócenie „zanieczyszczeń” w ludzkich komórkach. Byli też inicjatorami programu badań mitochondrialnych na Cambridge University w Anglii mających na celu usprawnienie zdolności naprawy błędów tych podstawowych wytwarzających energię organelli u ludzi. Gobel był też współzałożycielem fundacji Super Centenarian Research Foundation, która bada 65 osób na świecie mających 110 lub więcej lat, oraz Institute for Biomedical Gerontology.
Gobel wynalazł wiele przełomowych technologii i ufundował lub był współfundatorem prywatnych i zabezpieczonych venture capital firm i organizacji non-profit rozwijających te technologie. Przykłady to Knowledge Adventure, jedna z najwcześniejszych i najbardziej pomyślnych jak dotąd firm produkujących oprogramowanie edukacyjne; Worlds Inc., twórca współdzielonych światów wirtualnych w Internecie; Starbright Foundation’s Starbright World, zaprojektowana, aby dzieci leżące w szpitalach mogły „wyjść i pobawić się” w bogatym wirtualnym świecie, gdzie mogły porozumiewać się z przyjaciółmi i rodziną.
Gobel jest producentem i reżyserem ośmiu produkcji multimedialnych, np.: 3D Body Adventure, Buzz Aldrin’s Space Adventure, Science Adventure, America Adventure, Bug Adventure oraz „The Discoverers” autorstwa Daniela J. Boorstina. Użyczył też swojego głosu do kilku gier KA.

## Publikacje
- Using Quattro: autor 648 stron
- Using Lotus Magellan: 278 stron
- Using Lotus Hal: 363 stron
- Using OS/2: 702 stron
- Using Lotus 123: redaktor techniczny, 866 stron

## Nagrody
- Inc Magazine – zdobywca nagrody Fastest Growing Company dla najszybciej rozwijającej się firmy
- PC Magazine – zdobywca nagrody Technical Excellence (Lotus Magellan)